# Obszar chroniony
Obszar chroniony – wydzielony geograficznie obszar, który objęty jest ochroną lub specjalnym zagospodarowaniem mającym na celu jego ochronę. Tworzony jest na terenie o ciekawym krajobrazie lub o dużych walorach przyrodniczych i podlega ochronie prawnej. W prawie wodnym obszar chroniony, to obszar o specjalnym użytkowaniu, wobec którego obowiązują wzmożone regulacje prawne, np. ujęcie wody pitnej, także obszar chroniony ze względów przyrodniczych.
Obszary chronione to jedna z form ochrony przyrody. Istnieje duża rozmaitość form i zakresu tej ochrony. W ścisłych rezerwatach przyrody wykluczona jest jakakolwiek ingerencja człowieka, a nawet często są one niedostępne dla turystów. W obszarach chronionego krajobrazu ludzie normalnie mieszkają, prowadzą działalność rolniczą i inną, ochrona sprowadza się tylko do wykluczenia niektórych form tej działalności, np. zakładania dużych kopalni odkrywkowych czy wielkich zakładów przemysłu ciężkiego.
Zgodnie z definicją IUCN obszar chroniony to „jasno określona przestrzeń geograficzna ustanowiona, przeznaczona i zarządzana za pomocą regulacji prawnych lub innych skutecznych środków w celu osiągnięcia długoterminowej ochrony przyrody oraz powiązanych z nią usług ekosystemowych i wartości kulturowych". Wartym podkreślenia jest zatem brak konieczności formalnoprawnego rozpoznania obszaru chronionego, co ma szczególne znaczenie w kontekście prywatnych obszarów ochrony przyrody.

## Historia i źródła prawa

### Regulacje międzynarodowe
Od początków XX wieku zaczęły powstawać pierwsze organizacje i systemy prawne służące ochronie przyrody. Obecnie przeważająca część inicjatyw dotyczących ochrony przyrody pochodzi od Agendy ONZ ds. środowiska, w skrócie jako UNEP (Program Środowiskowy Narodów Zjednoczonych). Jej najważniejszym dziełem jest Konwencja o bioróżnorodności biologicznej, która została utworzona i podpisana w roku 1992 podczas Konferencji Narodów Zjednoczonych „Środowisko i Rozwój” w Rio de Janeiro. Dokumentu ten zakłada przede wszystkim trwałe i równoważone użytkowanie globalnych zasobów przyrodniczych, co ma nie dopuścić do nieodwracalnego niszczenia gatunków roślin i zwierząt oraz ekosystemów.

### Polska
Obowiązek ochrony przyrody w Polsce reguluje ustawa z dnia 16 kwietnia 2004 roku o ochronie przyrody ze zmianami. Z kolei uwarunkowania dotyczące ochrony wód, w tym obszarów chronionych, reguluje prawo wodne.
W Polsce za jedną z pierwszych form ochrony przyrody uznaje się statut Kazimierza Wielkiego z 1347 r., który zakazywał wyrębu drzew w cudzych lasach. W następnych latach sprawy te były regulowane przez Statut Warcki z roku 1423 oraz inne przepisy. Pod koniec XVI wieku powstało królewskie rozporządzenie nakazujące ochronę ginącego tura, które było pierwszą w pełni świadomą ochroną.
Według ustawy z 16 kwietnia 2004 r. o ochronie przyrody formami ochrony przyrody w Polsce są: parki narodowe, rezerwaty przyrody, parki krajobrazowe, obszary Natura 2000, pomniki przyrody, stanowiska dokumentacyjne, użytki ekologiczne, zespoły przyrodniczo-krajobrazowe oraz ochrona gatunkowa roślin, zwierząt, grzybów.
Pierwszymi podstawami prawnymi, jakie odnoszą się do sieci Natura 2000 są dwa akty prawne UE:
- Dyrektywa Rady 79/409/EWG z dnia 2 kwietnia 1979 r. w sprawie ochrony dzikiego ptactwa (tzw. dyrektywa ptasia – Obszary Specjalnej Ochrony);
- Dyrektywa Rady 92/43/EWG z dnia 21 maja 1992 r. w sprawie ochrony siedlisk przyrodniczych oraz dzikiej fauny i flory (tzw. dyrektywa siedliskowa – Specjalne Obszary Ochrony).

Dokumenty te zawierają szczegółowe cele, jednak metody ich osiągania każde państwo opracowuje we własnym zakresie.

## Rodzaje obszarów chronionych
Ochrona przyrody
- parki narodowe
- rezerwaty przyrody
- obszary ochrony ścisłej
- obszary Natura 2000
- parki krajobrazowe
- użytki ekologiczne
- zespoły przyrodniczo-krajobrazowe
- stanowiska dokumentacyjne przyrody nieożywionej
- obszary chronionego krajobrazu
- pomnik przyrody

Ochrona wód
- obszary wód przeznaczonych do poboru wody na potrzeby zaopatrzenia ludności w wodę przeznaczoną do spożycia
- obszary wód przeznaczonych do ochrony gatunków zwierząt wodnych o znaczeniu gospodarczym
- obszary wód przeznaczonych do celów rekreacyjnych, w tym kąpieliskowych
- obszary wód wrażliwe na eutrofizację wywołaną zanieczyszczeniami pochodzącymi ze źródeł komunalnych
- obszary narażonych na zanieczyszczenia związkami azotu, pochodzącymi ze źródeł rolniczych (OSN)
- obszary przeznaczone do ochrony siedlisk lub gatunków, ustanowione w ustawie o ochronie przyrody, dla których utrzymanie lub poprawa stanu wód jest ważnym czynnikiem w ich ochronie.

Wokół ujęć wody ustanawiane są strefy ochronne ujęć wody. Wokół zbiorników wodnych mogą być zaś ustanawiane obszary ochronne zbiorników wód śródlądowych.